# Borek (Olesno)
Pour les articles homonymes, voir Borek.
Borek est une localité polonaise de la gmina de Rudniki, située dans le powiat d'Olesno en voïvodie d'Opole.